# 林田悠紀夫
林田 悠紀夫（はやしだ ゆきお、1915年（大正4年）11月26日 - 2007年（平成19年）11月11日）は、日本の政治家。自由民主党参議院議員や京都府知事を務めた。綾部市名誉市民。正三位勲一等旭日大綬章。

## 来歴・人物
京都府舞鶴市出身。東八田尋常小・舞鶴中・旧制三高を経て東京帝国大学（現・東京大学）法学部卒業後の1939年、農林省に入省。同年5月5日海軍主計短期現役第2期生として海軍経理学校入校、9月5日卒業。1944年2月、第三一航空隊主計長としてマニラ、ジョグジャカルタで勤務。1945年4月、ボルネオ海軍民政部経済課長を命ぜられパンジェルマシンに転属。7月1日連合軍のバリクパパン上陸によりジャングル地帯で戦闘に当たった（ボルネオの戦い）。敗戦後1年間の捕虜生活を送り復員。
帰国後、農地局総務課長、振興局参事官、水産庁漁政部長、大臣官房長、園芸局長などを歴任した後、1966年、参院選補欠選挙に京都地方区から出馬し初当選。当選3回を数え初入閣間近といわれた1978年、京都府知事蜷川虎三の引退表明に伴い、自由民主党、新自由クラブ推薦で京都府知事選に出馬・当選した。副知事には、蜷川府政追及の先頭に立っていた野中広務府議と蜷川府政下で総務部長を務めた荒巻禎一を抜擢した。
1986年まで2期8年務めた後、同年の参院選に京都地方区から当選。再び参議院議員を務め、1998年に2期12年で引退するまで、竹下内閣の法務大臣などを歴任した。また、神社本庁理事、全国神社総代会副会長などを務めた。
1993年、勲一等旭日大綬章受章。
2007年11月11日、心不全のため東京都世田谷区内の病院で死去。91歳没。
長男は京都府議会議員で前議長の林田洋（上京区選出）。

## 著書
- 『新しい京都の歴史を拓く』ぎょうせい、昭和60年（1985年）
- 『ダリ・ハティ・カ・ハティ　林田悠紀夫インドネシア対談集』国民新聞社、平成11年（1999年）